# Comtat de Breteuil
El comtat de Breteuil fou una jurisdicció feudal del Regne de França centrada al castell de Breteuil, que apareix al començament del segle xi. El primer comte fou Hilduí, d'origen desconegut. Hilduí, vescomte de Chartres, va fundar l'abadia de Coulombs el 1025 i l'abadia de Saint-Jean-en-Vallée a Chartres el 1036. Va rebre el castell de Breteuil amb títol comtal vers 1036 i va cedir llavors el vescomtat al seu fill Harduí. Va cedir Breteuil al seu fill Erard I el 1048 i es va retirar. Va morir a Saint Vanne a Verdun el 18 de maig de 1060. Va tenir cinc fills dels quals Harduí el va succeir a Chartres però va morir abans que el seu pare el 14 de juny de 1060. El seu germà Erard I de Breteuil va recollir la successió de Chartres (1060-1066). Erard I va morir el 12 de febrer de 1066; estava casat amb Humberga i van tenir 8 fills dels quals Erard II el va succeir a Breteuil i Chartes. Erard II es va casar però no va tenir fills i es va fer monjo el 1073. El seu germà Walerà, consenyor de Creil, apareix esmentat en una donació del 1077 com "Waleranni…possessor in Francia castri…Bretulii" (equivaldria a senyor de Breteuil) i va iniciar la branca de Breteuil. Hug I anomenat Blavons va ser vescomte de Chartres i senyor de Puiset des de 1073.
Walerà I va morir el 25 de febrer de 1084 i va deixar tres fills dels quals Walera II el va succeir a Breteuil amb títol de senyor; va morir entre 1119 i 1124 i el va succeir el seu fill Erard III mort a la batalla de Laodicea el 1147, altre cop esmentat com a comte. Es va casar amb Beatriu de Coucy (filla de Tomàs de Marle comte d'Amiens i senyor de Coucy) i va deixar quatre fills dels quals Walera III el va succeir a Breteuil fins a la seva mort el 1162. Es va casar en primeres noces amb Holdeburga senyora d'Ailly-sur-Noye i de Tartigny, i en segones (1160) amb Alix de Dreux, filla de Robert de Dreux i de Perche (que després es va casar tres vegades més amb Guiu II senyor de Châtillon-sur-Marne, amb Joan I de Thourotte, castellà de Noyon, i amb Raül de Nesle comte de Soissons. Walerà III va deixar dues filles de la seva primera dona: Alix i Matilde (de la segona dona només va tenir una filla, Amícia). Alix el va succeir com a senyora (i no comtessa) de Breteuil i apareix documentada fins vers 1197. Es va casar el 1154 amb Raül el Ros comte de Clermont, fill de Renald comte de Clermont (Clermont-en-Beauvaisis) que va administrar la senyoria de Breteuil des de 1163 i fou conestable de França. Raül va morir en batalla a Sant Joan d'Acre el 15 d'octubre de 1191 i no va deixar fills. La senyoria devia passar a la germana d'Alix, Matilde (mort el 14 de maig de 2008) o a la germanastre Amícia que apareix amb el títol el 1218 (morta el 1226). Una branca descendent del segon matrimoni de Erard III apareix després com a castellans de Breteuil.

## Llista de comtes
- Hilduí 1036-1048
- Erard I 1048-1066 vescomte de Chartres 1060-1066
- Erard II 1066-1073
- Walerà I 1073-1084 (senyor)
- Walera II 1084-1119/1124 (senyor)
- Erard III 1119/1124-1147
- Walerà III 1147-1162
- Alix 1162-1197
- Matilde 1197-1208
- Amícia 1208-1226